# Santos Chávez
Santos Segundo Chávez Alíster (Canihual, Región del Biobío; 7 de febrero de 1934-Viña del Mar, 2 de enero de 2001) fue un artista chileno, de origen mapuche. Trabajó mayormente como grabador, cuya técnica se especializaba en la xilografía.
Entre sus mayores reconocimientos se encuentra el Premio Andrés Bello en 1966, el Primer Premio en la III Bienal Americana de Grabado en 1968, el Premio de Adquisición del Museo de Brooklyn en 1970 y el Premio Altazor en Dibujo y Grabado en el año 2000.

## Biografía

### Nacimiento e infancia
Santos Segundo nació el 7 de febrero de 1934 en Canihual, una comunidad mapuche ubicada entre las localidades de Tirúa y Quidico, al sur de la Provincia de Arauco. Sus padres fueron José Santos Chávez y Flora Alister Carinao. Quedó huérfano a temprana edad tras el fallecimiento de su padre a los siete años y el de su madre a los doce años, debiendo ser criado por su abuela materna. Desde pequeño, a Santos se le asignó el trabajo de pastoreo de animales y la labranza de la tierra, para sustentar económicamente a su familia de siete hermanos. Debido a esto, no pudo asistir de forma regular a la escuela, ya que sólo se le permitía ir los días de lluvia (días en los que no se podía pastorear).

### Inicios en el arte y formación artística
En 1958, Santos se trasladó con 14 años a la ciudad de Concepción, donde cursó estudios de Arte vespertinos en la Sociedad de Bellas Artes en Concepción hasta 1960. En esta ciudad, conoció a artistas como Tole Peralta y a seguidores del muralismo mexicano, como Julio Escámez, Gregorio de la Fuente y Jorge González Camarena. En 1960 se trasladó a Santiago de Chile, y en 1961 continuó sus estudios de arte en el Taller 99 en Santiago, invitado por Nemesio Antúnez. En esta instancia, perfeccionó las técnicas de la litografía, aguafuerte, punta seca y xilografía, siendo la xilografía la técnica característica por la que sería reconocido en el futuro.
En 1966, Santos Chávez ganó el premio Andrés Bello, otorgado por la Universidad de Chile, el cual le permitió elegir una beca para realizar estudios artísticos en cualquier país del mundo. Siendo seguidor de la estética muralista, Santos viajó a México en 1967 para conocer la obra de José Clemente Orozco y para trabajar en el taller Fray Cervando en Ciudad de México.
En 1968, obtuvo la Mención de Honor Casa de las Américas, y recibió el primer premio en la III Bienal Americana de Grabado. El mismo año, viajó a Estados Unidos, donde realizó estudios en el Pratt Graphic Center de Nueva York y en el Instituto de Artes de Chicago. Mientras estuvo en Chicago, participó en una muestra en 1969 junto al artista chileno Héctor Herrera, titulada "Santos Chavez and Hector Herrera: Two Chilean Artists" en la Renaissance Society de la Universidad de Chicago.

### Autoexilio y vida en Europa (1977-1994)
Luego del Golpe de Estado en Chile de 1973, y debido a sus convicciones políticas, Santos Chávez se autoexilió en 1977.[cita requerida] Tras un paso breve por Venezuela, recorrió Europa durante cuatro años, destacándose su trabajo en el Graphic Workshop y la Casa de la Cultura de Estocolmo, Suecia. Finalmente, se estableció en la República Democrática Alemana en 1981, donde trabajó en un taller privado y se unió a la Asociación Nacional de Artistas. En este mismo año conoció a Eva Lukaschewski, quien luego sería su esposa y la principal gestora del trabajo artístico de Santos.

### Regreso a Chile
Luego de la caída del Muro de Berlín en 1989 y del retorno a la democracia en Chile en el mismo año, Santos Chávez decidió retornar a Chile en 1994, instalándose en una casa de la comuna de Recoleta junto a su esposa Eva Chávez. Al volver, se reintegró al Taller 99, y en 1996 realizó 14 xilografías para la publicación de "Todos los Cantos - Ti Kom Vl", una selección de poemas de Pablo Neruda, traducido al mapudungun por el poeta Elicura Chihuailaf. En 1997, realizó la muestra “Mi amada tierra", patrocinada por la Corporación Arrau y el Colegio Metropolitano de Periodistas.
En el año 2000, Santos fue nombrado como «Hijo Ilustre de Tirúa» por el municipio de la comuna de Tirúa, mismo año en que recibió el Premio Altazor en la categoría de Grabado y Dibujo.

### Fallecimiento y legado
Santos Chávez Alister falleció el 2 de enero del 2001 en Reñaca, Viña del Mar, estando acompañado de Eva, su esposa, tras una larga batalla contra el cáncer. Durante toda su carrera artística, Santos dejó un legado de más de mil obras, entre ellas grabados, acuarelas, óleos, portadas de libros, ilustraciones interiores y carátulas para discos. Tras su fallecimiento, se creó una beca de estudio para artistas mapuche en la Universidad de Ciencias de la Educación de Playa Ancha.

## Premios y distinciones
- 1966: Premio Andrés Bello, Salón Oficial de Santiago, Chile.
- 1968: Primer Premio III Bienal Americana de Grabado, Museo de Arte Contemporáneo, Universidad de Chile, Santiago, Chile.
- 1969: Mención de Honor en Exposición de Casa de Las Américas, La Habana, Cuba.
- 1970: Premio de Adquisición, Museo de Brooklyn, Nueva York, Estados Unidos.
- 1998: Beca Fundación Pollock-Krasner, Nueva York, Estados Unidos.
- 2000: Premio Altazor en Dibujo y Grabado, Santiago, Chile.
- 2000: Nombrado Hijo Ilustre de Tirúa, Provincia de Arauco, Chile.
- 2001: Premio Especial del Círculo de Críticos de Arte de Valparaíso, Chile.
- 2019: Premios Ciudad, de la Fundación Futuro, Chile.

## Véase además
- Premio Altazor de las Artes Nacionales
- Nemesio Antúnez